# Спомен-парк Дудик
Спомен парк „Дудик“ је ледина засађена дудовима још од ранијих времена, по којима парк носи име. Налази се на око пет километара од центра Вуковара у насељу Митница. Аутор комплекса је архитекта Богдан Богдановић.

## Други светски рат
Током Другог светског рата, у периоду од 1942. до 1943. године, на Дудику су припадници Жупске редарствене области Независне Државе Хрватске убили припаднике Народноослободилачког покрета, сараднике и цивиле ухапшени у знак одмазде због акција партизанског покрета на Фрушкој гори. Хапшења су спровођења на територији Срема (Земун, Батајница, Нова Пазова, Стара Пазова, Рума, Ириг, Петроварадин, Сремска Митровица, Сремска Рача, Кузмин, Лаћарак, Ердевик, Илок, Вуковар, Бобота и у другим местима). Специјалним железничким композицијама спровођени су у Вуковар, где је у магазину грофовије Елтз, близу вуковарске железничке станице формиран логор. У логору су ухапшени излагани тортури. Након кратког судског поступка, на коме ухапшени нису имали право на адекватну одбрану, осуђивани су на смрт и у вечерњим сатима камионима фабрике „Бата“ одвожени на Дудик. На Дудику су били приморавани да се ослободе одеће и личних ствари, у групама су довођени до ископаних рака, након чега су стрељани. На Дудику је стрељано 455 жртава (већина цивила), од чега 384 из Србије, 71 из Хрватске и 2 из Босне и Херцеговине.

## Меморијални комплекс
Након Другог светског рата од стране Комисије за утврђивање ратних злочина, од 25.04. до 03.05.1945. године извршене су ексхумације и посмртни остаци 384 убијених сахрањени су у "Костурницу са спомеником жртава Дудика, палих бораца Пете војвођанске ударне бригаде и бораца Црвене армије" у непосредној близини центра Вуковара. У Спомен парку „Дудик“ изграђен је меморијални комплекс. Споменички комплекс рад београдског архитекте Богдана Богдановића, чине буктиње - пет стилизованих витких конуса окружених са више десетина камених цветова. На каменим цветовима налазе се епитафи: "Путниче, који си у будућност кренуо, застани и на овом изворишту напиј се бистрином воде, лепотом слободе, љубављу оних који за њу дадоше животе“, „Ој дудови, ви дудови стари, да ли ваша душа крвари за онима који су ту пали и слободу крвљу засејали, нису они само тиха трава, већ звездани траг незаборава..." Спомен-парк је отворен 26. јуна 1980, поводом годишњице Другог конгреса КПЈ.
Током оружаних сукоба 1990-их година меморијални комплекс је у потпуности девастиран. Конуси су пробијени, камени цветови полегли а више од половине дудова посечено.
Иако је парк још 1973. године проглашен за споменик културе, око 4.800 квадратних метара је након рата преуређено у спортско—рекреативни центар „Митница“, на којем своје утакмице игра фудбалски клуб ХНК Митница Вуковар.
Након вишегодишњег инсистирања званичника српске заједнице у Хрватској, Министарство културе РХ је издвојило 300.000 куна за обнову спомен-парка у оквиру Програма културног развоја за 2014. годину. Уговор о обнови потписан је 9. децембра 2014. године, а у плану је да се током наредне године обнове бакарни конуси, израде и поставе камени цветови који недостају, уреди амфитеатар и прилазни пут до обележја. У плану је да се обнова спомен–парка заврши до априла 2015. године када ће бити обележена 70. годишњица ослобођења Вуковара и Дан победе над фашизмом у Другом светском рату. Обнова спомен–парка започела је тек крајем 2015. године, и за сада се ради на обнови бакарних купола на конусима.